# José Sierra
José Sierra fue un futbolista mexicano que jugó para el Club de Fútbol Atlante, donde fue suplente natural de Salvador Mota. 

## Clubes

### Como jugador
| Club                   | País   | Año         |
| ---------------------- | ------ | ----------- |
| Club de Fútbol Atlante | México | 1952 - 1965 |